# Der Augenblick der Wahrheit
Der Augenblick der Wahrheit (Lime’s billede) ist ein Roman des dänischen Schriftstellers Leif Davidsen, der 1988 veröffentlicht und 2001 ins Deutsche übersetzt wurde.

## Inhalt
Peter Lime ist ein erfolgreicher Pressefotograf, der dank eines Nacktfotos von Jackie Kennedy zu einem reichen Paparazzo wird. Gemeinsam mit seinen Jugendfreunden Oscar und Gloria betreibt er eine sehr gutgehende Fotofirma. Trotz seines neuen Reichtums lässt er es sich nicht nehmen, weiter Fotos von den Prominenten selbst zu „schießen“.
So gelingt ihm ein Schnappschuss eines konservativen spanischen Ministers, der eine italienische Fernsehschönheit nackt am Strand „beglückt“. Doch dessen Leibwächter entdecken und verfolgen ihn. Da er Träger des  schwarzen Gürtels in Karate ist, gelingt es den Leibwächtern nicht, ihm die Kamera zu entwenden. Doch die spanische Justiz hat aufgrund der ETA-Terrorismus-Gesetze in diesem Roman die Möglichkeit, Menschen für 72 Stunden in Isolationshaft zu nehmen, ohne dass dieser einen Anwalt beiziehen kann. Dank der Beziehungen des Ministers wird Peter verhaftet. Als ihm bewusst wird, dass die spanische Regierung ihm in Zukunft das Leben schwer machen könnte, ist er zunächst bereit, die Negative und die Fotos zu übergeben.
Als er entlassen werden soll, beginnt der schwärzeste Tag seines Lebens. Er war immer ein Nomade – ein einsamer Wolf – bis er seine Frau Amelia kennenlernte. Er verliebte sich und gründete eine Familie. Seine Frau und seine kleine Tochter, Maria Luisa, waren sein Leben. Während er im Gefängnis war, wurde seine Wohnung ein Raub der Flammen; Frau und Tochter sowie 13 andere Personen kamen in den Flammen um.  Wie sich herausstellte, sollte damit der Mord an seiner Frau vertuscht werden. Die spanische Polizei verdächtigte die ETA.
Peter hat durch seinen Freund Tomas zu dieser Basken-Organisation gute Verbindungen.  Tomas vermittelt ihm einen Kontakt mit der ETA – und es wird ihm glaubhaft versichert, dass diese Terrorbewegung nichts mit dieser Tat zu tun hat. Kurz darauf sagt Peter seiner Freundin Gloria, er habe von wichtigeren Bildern eine geheime Sicherung, seinen sogenannten Tagebuch-Koffer angefertigt. Einige Tage später wird Peter in seinem Ferienhaus von drei Schlägern überfallen. Dank seines Freundes und Nachbarn Arregui, dem Vater von Tomas, kann er befreit werden.  Allerdings haben die Schläger ihm – einen trockenen Alkoholiker – zuvor Whisky eingeflößt. Peter beginnt wieder zu trinken. Dank seiner Verbindungen zur ETA erfährt er, dass diese Schläger nicht zur ETA oder der IRA gehören, sondern dass es sich hier um freie Söldner  handelt. Kurz bevor Peter verhaftet worden ist, also bevor er seine Familie verloren hat, hatte eine dänische Geheimpolizistin mit ihm Kontakt aufgenommen. Sie hat eines seiner älteren Fotos dabei, wo Peter und seine ehemalige Freundin Lola (alias Laila) mit einem RAF-Terroristen namens Wolfgang (alias Ernst) zu sehen ist. Diese Polizistin namens Clara Hoffmann verlangt weitere Bilder. Doch diese Bilder und Negative sind bei dem Brandanschlag vernichtet worden. Peters Freund Oscar vermutet einen Zusammenhang mit dem Mord, dem Brand und den vermeintlich irischen Schlägern.
Peter sichtet seinen Geheimkoffer, findet weiteres Material und fährt damit nach Dänemark zu Clara. Er gibt ihr wichtige Informationen, die der dänische Geheimdienst braucht, um sein angeschlagenes Bild in der Presse wieder aufzumöbeln. Clara und Peter werden ein Paar. Als sie nackt am Strand sind, kann Peter nicht mit ihr schlafen – er fühlt sich seiner Frau noch immer verbunden. Peter verlässt Clara fluchtartig.
Seine Freunde Gloria und Oscar deuten an, dass es sich hier vielleicht um ein Komplott des  dänischen Geheimdiensts handelt. Peter schließt sich dieser Theorie an, geht an die dänische Presse und liefert ihr seine Detailinformationen. Es kommt zu einem Skandal, Clara verliert ihren Posten und wird ins Betrugsdezernat strafversetzt. Peters Schwiegervater Don Alfonso stirbt, Peter verkauft seinen Firmenanteil und macht sich auf dem Anwesen seines Schwiegervaters ein schönes Leben, er vergisst seine Rachepläne.
Dann meldet sich Clara. Sie hat – wie vor Peters Flucht vereinbart – einen Akteneinsichtstermin bei der Gauck-Behörde vereinbart. Peter und Clara fliegen nach Berlin und beginnen ein Verhältnis. Peter (Deckname „Leica“) sieht seine Stasi-Akte ein, von der er weiß, dass sie von seinem Freund Oscar angelegt worden ist. Sein Freund war ein Stasi-Spitzel mit Decknamen Karl Heinrich Müller. Als er die größtenteils von der Stasi vernichtete Akte seines Freundes einsieht, werden ihm die Zusammenhänge bewusst. Er ermittelt Oscars ehemaligen Stasi-Vorgesetzten und prügelt aus diesem heraus, dass Oscar und Lola verheiratet sind und beide Top-Spione der DDR waren. Als Peter geht, wird Oskar von dem ehemaligen Stasi-Soldat gewarnt. Der setzt sich mit wenig Geld zu Lola nach Moskau ab. Als Gloria von Peter die Wahrheit erfährt, dreht sie – inzwischen eine erfolgreiche Anwältin – Oscar den Geldhahn zu. Oscar hat nicht mehr finanzielle Mittel zur Verfügung, als er bei sich trägt.
Über einen anderen Paparazzo namens Derek nimmt Peter mit einem ehemaligen russischen Elitesoldaten Kontakt auf. Dieser spürt  Oscar auf und bringt ihn zu Oscar und Lola. Doch diese werden in einer Villa gut bewacht. Peters russischer Helfer schaltet auf einem Spaziergang die Bodyguards aus – Peter kann mit Oscar Kontakt aufnehmen. Doch Oscar geht mit einem Golfschläger auf Peter los – es kommt zu einem Handgemenge, bei dem Oscar auch Lola brutal niederschlägt. Lolas Leibwächter schaltet zwar Peters Helfer Schuganow aus, wird aber von Peter mit einem Karateschlag getötet.
Beim Showdown flüchtet Oscar auf einem zugefrorenen Bach und bricht ins Eis ein. Peter kann ihm nicht mehr helfen, Oscar stirbt. Doch vorher beantwortet er noch Peters Frage nach dem „Warum“. Der Tod von Amelia und Maria-Luisa war für Oscar nur ein „Unfall“. Seine irischen Söldner sollten nur die Fotoarchive verbrennen, doch als sich Amelia wehrte, wurde sie umgebracht. Die Iren haben eigenverantwortlich das Feuer gelegt. Peters russischer Helfer stellt den Vorfall so dar, dass Oscar der Schuldige ist: Angeblich brachte er erst Lola und dann ihre Leibwächter um. Peter fliegt zurück nach Madrid und kurz darauf folgt ihm (nach einer entsprechenden Bedenkzeit) Clara aus dem winterlichen Dänemark.

### Personen
- Peter Lime, Paparazzo
- Amelia, seine Frau
- Maria Lusia, seine Tochter
- Clara Hoffmann, eine dänische Polizeibeamtin
- Laila Petrowa „Lola“, eine frühere Bekannte von Peter
- Wolfgang / Ernst, ein ehemaliger RAF-Terrorist, der gemeinsam mit Lola auf einem älteren Foto von Peter abgebildet ist
- Oscar, Peters bester Freund, ein Stasi-Agent namens Karl Heinrich Müller, der für die Ermordung Peters Familie verantwortlich ist,  Ehemann von Lola
- Don Alfonzo, Peters Schwiegervater
- Arregui, ein spanischer Schäfer und Nachbar von Peter
- Tomas, Arreguis Sohn und ehemaliger ETA-Anführer
- Derek, ein Paparazzo
- Sergej Schuganow, ein ehemaliger russischer Elitesoldat, der Peter in Russland für Geld unterstützt
- Suzuki, Peters Karatelehrer

## Kritik
Sobald man die ersten Seiten des Romans hinter sich hat, ist man wenig geneigt, das Buch noch einmal aus der Hand zu legen. Es ist elegant und flüssig geschrieben; erfüllt überdies alle Voraussetzungen eines flotten Sommerkrimis.

## Ausgaben
- Leif Davidsen: Lime’s billede. Kopenhagen 1998.
- Leif Davidsen: Der Augenblick der Wahrheit. Deutsche Übersetzung von Peter Urban-Halle. München 2001. ISBN 978-3-548-60808-2.